# 佐東みどり
佐東 みどり（さとう みどり、1977年8月31日 - ）は、日本の脚本家、放送作家、小説家。兵庫県加古川市出身。

## 来歴
電波少年的放送局企画部 放送作家トキワ荘に出演し、放送作家デビュー。2006年より脚本家の仕事も開始する。2009年、日本芸術センター 第2回映像グランプリ 「脚本賞」、ダ・ヴィンチ文学賞A.S.ゼロワングランプリ「ストーリー・クリエイター奨励賞」を受賞。2020年、マガジン×アフタヌーン合同新人賞漫画脚本大賞「優秀賞」を受賞。

## 作品

### 映画
- クールディメンション（2006年）
- アイランドタイムズ（2006年、企画協力）
- たんじょうじ（2007年、脚本協力）
- カクトウ便vol.2（2008年）
- ハプニング（2008年）
- コスプレ探偵（2009年、企画協力）
- 無知との遭遇（2010年、企画協力）
- リメンバーホテル（2010年）
- スレッド（2010年） - 芸術センター第2回映像グランプリ　脚本賞
- 完全飼育（2011年）
- ビギニング オブ トイレの花子さん イジメから始まる物語（2011年）
- POV〜呪われたフィルム〜（2012年、脚本協力）
- 真似る（2012年）
- トークトゥザデッド（2013年）
- リュウセイ（2013年）
- ノー・ヴォイス（2013年）
- いけない!ルナ先生
 ギョーザと用心棒（2014年）
- 23時59分59秒（2015年)
- さとるだよ（2015年）
- U-31[1] （2016年）
- 一人の息子[2] （2018年）
- 元メンに呼び出されたら、そこは異次元空間だった（2021年）
- さよなら　グッド・バイ(2021年)
- 新メンを募集したら、そこも異次元空間だった（2024年）

### ドラマ
- 漫画喫茶都市伝説　呪いのマンナさん（2008年、BS-i）
- POV 〜志田未来のそれだけは見ラいで!〜（2012年、脚本協力 LISMOドラマ）
- ほんとにあった怖い話夏の特別編2012「右肩の女」（2012年、プロット協力 フジテレビ）
- のぞき穴（2012年、企画協力 BeeTV））
- ムッシュ!（2013年、CBC／TBS）
- 潜入探偵トカゲ（2013年、リサーチ、TBS）
- 警部補矢部謙三2（2013年、脚本協力、テレビ朝日)
- 東京特許許可局 (テレビドラマ)（2014年、Eテレ）
- 変身（2014年、WOWOW）
- 念力家族（2015年、Eテレ）
  - 念力家族シーズン2（2016年、Eテレ）
- 鳳神ヤツルギシリーズ（チバテレ、ニコニコチャンネル GyaO!）
  - 鳳神ヤツルギ5（2015年）
  - 鳳神ヤツルギ6（2016年）
  - 鳳神ヤツルギ7（2017年)
  - 鳳神ヤツルギ8（2018年）
  - 鳳神ヤツルギ9（2020年）
  - 鳳神ヤツルギ10（2021年）
  - 鳳神ヤツルギ11（2023年）
  - もぐもぐ!べじわーるど（2017年）
    - もぐもぐ!べじわーるど2（2019年)
    - もぐもぐ！べじわーるど　人間になった野菜の妖精たち（2022年）
- 99.9-刑事専門弁護士-（2016年、TBS）（脚本協力）
  - 99.9-刑事専門弁護士-season2（2018年、TBS）（脚本協力）
- 彼岸島 Love is over（2016年、MBS TBS)
- A LIFE〜愛しき人〜（2017年、TBS）（協力）
- ちょいドラ『ヴァージン・ロード』（2017年、NHK）
- メンドル学園（2018年、東京MX）
  - メンドル学園シーズン2（2018年、東京MX）
- グッドワイフ（2019年、TBS）（構成協力）
- BACK STREET GIRLS -ゴクドルズ（2019年、MBS/TBS）
- 世にも奇妙な物語19年秋の特別編（ストーリーテラー脚本）（2019年、フジテレビ）
- 青いサイリウム（2021年、LINELIVE）
- DORONJO（2022年、WOWOW）

### アニメ
- サザエさん（2010年10月 -フジテレビ）
- シャキーン！内アニメ（Eテレ）
  - 謎新聞ミライタイムズ（2017年-）
  - クルーズモンスター（2018年、2019年、2020年）
  - サバイバルエンジン（2021年）
- ハローキティとあそぼう！まなぼう！（2017年、ひかりTV）

### 番組
- 幸せを創る手の物語 極め手（2012年、構成台本　テレビ東京）
- 大!天才てれびくん（2012年 -、大天才テレビジョン脚本　Eテレ）
  - Let's天才てれびくん（2015年 -、構成台本）
  - 天才てれびくんYOU（2017年-、構成台本）
  - 天才てれびくん　ジオ物語（2023年-、脚本）

### ラジオ
- SCHOOL OF LOCK!（2016年、TOKYO FM）金曜コーナー・青春サポーターズ

### 配信
- THE PARANORMAL TELLER（2020年、SPINEAR）（演出：鶴田法男）

### 舞台
- そして狼たちは荒野を駆ける（2007年）
- 仮面ライダー×スーパー戦隊 グランドプリンスホテル新高輪「ヒーローライブスペシャル2016」（2016年、東映）
- 株式会社TATE
  - スタジオパフォーマンスVOL.3「竹取物語～KAGUYA～」（2018年、座・高円寺）
  - スタジオパフォーマンスVOL.4「竹取物語～KAGUYA～」（2019年、座・高円寺）
  - 2019年夏公演「織姫と彦星～宇宙の彼方から御用改めでござる！～」（2019年、なかのZERO）
  - 2020年冬公演「織姫と彦星～幕末英雄伝～」（2020年、座・高円寺）
  - 2021年春公演「里見八犬伝」（2021年、なかのZERO）
  - 2021年秋公演「石川五右衛門」（2021年、座・高円寺）
  - 2021年冬公演「新選組」（2021年、座・高円寺）
  - 2022年夏公演「里見八犬伝外伝」（2022年、座・高円寺）
  - 2022年冬公演「里見八犬伝」（2022年、なかのゼロ）
  - 2023年春公演「巌流島外伝」（2023年、武蔵野芸能劇場）
  - 2023年夏公演「巌流島」（2023年、座・高円寺）
- キラキラ男子プロジェクト
  - 「俺たち、ヤンキー王!? 炎の巻」（2019年、新宿シアターモリエール）
  - 「俺たち、ヤンキー王!? 土の巻」（2020年、俳優座劇場）
  - 「俺たち、ヤンキー王!? 知の巻」（2020年、俳優座劇場）
  - 「俺たち、ヤンキー王!? 本能寺の変!?」（2021年、 R'sアートコート）

- 『ハイスクール・ハイライフ』（2021年、 R'sアートコート）
- 『ハイスクール・ハイライフ２』（2023年、 R'sアートコート）
- 『ハイスクール・ハイライフ３』（2024年、 R'sアートコート）

### 書籍
- 真霊学校（2012年、構成協力　扶桑社）（監修：鶴田法男）
- 知ってはいけない都市伝説（2013年、角川つばさ文庫）（監修：鶴田法男、イラスト：小波ちま）
- ほんとにあった怖い話1-3（2014年、朝日新聞出版）（監修：鶴田法男）
- 全知全能の神山田（2014年、ぽにきゃんBOOKS）（イラスト：末岡正美）
- 小説 念力家族 〜玲子はフツ～の中学生〜（2016年、集英社みらい文庫）（短歌：笹公人、イラスト：片浦）
- ノーヴォイス（2019年、三交社）（共著：古新舜）
- 名探偵AI・HARA（2020年、毎日新聞出版）（イラスト：ふすい）
- 虹色探偵団１（2021年　マイクロマガジン社）（共著：田中智章、木滝りま、加藤綾子、イラスト：ニナハチ）
- おもしろい話、集めました。N(2023年　角川つばさ文庫）（藤ダリオ 、鶴田法男、 星奈さき 、大空なつき 、佐織えり)
- てのひら怪談　ずっとトモダチ（2023年　ポプラキミノベル）（石崎洋司、黒木あるじ、神戸遥真、篠たまき、藤ダリオ、令丈ヒロ子、恒川光太郎、藤野可織、芦花公園　黎・絵　朝宮運河・編）
- どこかがおかしい1-2（2024年-2025年　PHP研究所）（にかいどう青　緑川聖司）
- 恐怖コレクター（角川つばさ文庫）（共著：鶴田法男、イラスト：よん）
  1. 〜巻ノ一・顔のない子供〜（2015年)
  2. 〜巻ノ二・呪いの鬼ごっこ〜（2015年）
  3. 〜巻ノ三・真夜中の笑い声〜（2016年)
  4. 〜巻ノ四・青い傘の悪夢〜（2016年）
  5. 〜巻ノ五・不幸のアプリ〜（2016年）
  6. 〜巻ノ六・消える犬〜（2017年）
  7. ～巻ノ七・白い少年（2017年）
  8. ～巻ノ八・裏切りの足音（2018年）
  9. ～巻ノ九・黒にそまる手帳（2018年）
  10. ～巻ノ十・届かない想い（2018年）
  11. ～巻ノ十一・すれ違う影（2019年）
  12. ～巻ノ十二・罠だらけの願い（2019年）
  13. ～巻ノ十三・1３日の金曜日（2019年）
  14. ～巻ノ十四・集められた呪い（2020年）
  15. ～巻ノ十五・終わりと始まり（2020年）
  16. ～巻ノ十六・青いフードの少年（2021年）
  17. ～巻ノ十七・消えた村（2021年）
  18. ～巻ノ十八・明かされた過去（2022年）
  19. ～巻ノ十九・顔の見えない少女（2022年）
  20. ～巻ノ二十・宿命の再会（2022年）
  21. ～巻ノ二十一・怪しい協力者（2023年）
  22. ～巻ノ二十二・新たな絆（2023年）
  23. ～巻ノ二十三　操られた友（2024年）
  24. ～巻ノ二十四　消えない心（2024年）
  25. ～巻ノ二十五　もうひとりの犬（2025年）
  26. ～巻ノ二十六　引きさかれた兄妹（2025年）
- 謎新聞ミライタイムズ（ポプラ社　謎制作：SCRAP　監修：シャキーン！制作スタッフ、イラスト：フルカワマモる）
  1. ゴミの嵐から学校を守れ!（2017年）
  2. 敵か？味方か？デジタル新聞部（2018年）
  3. クラスメイトが１００歳に！？（2018年）
  4. 百鬼夜行を追いかけろ！（2019年）
  5. これでサヨナラ！？あやうし新聞部（2020年）
- 科学探偵・謎野真実シリーズ（朝日新聞出版）（共著：石川北二、木滝りま、田中智章、イラスト：木々（9巻まで）、kotona（10巻から））
  1. vs. 学校の七不思議（2017年)
  2. vs. 呪いの修学旅行（2017年）
  3. vs. 魔界の都市伝説（2018年）
  4. vs. 闇のホームズ学園（2018年）
  5. vs. 消滅した島（2018年）
  6. vs. 妖魔の村（2019年）
  7. vs. 超能力少年（2019年）
  8. vs. 暴走するAI（前編）（2020年）
  9. vs. 暴走するAI（後編）（2020年）
  10. vs. ミステリートレイン（2022年）
  11. vs. 超・自然現象（前編）（2022年）
  12. vs. 超・自然現象（後編）（2023年）
  13. vs. 恐怖の館（2023年）
  14. vs. 不死身の黒魔術師（2024年）
  15. vs. 幽霊船の海賊（2024年）
  16. vs. 終末の大予言［前編］（2024年）
  17. vs. 終末の大予言［後編］（2025年）
  18. vs. 博物館のミイラ（2025年）
- 科学探偵怪奇事件ファイル（朝日新聞出版）（共著：石川北二、木滝りま、田中智章、イラスト：木々）
  1. 廃病院に舞う霊魂（2021年)
  2. 襲来！宇宙人の謎(2021年)
- 怪狩り（角川つばさ文庫）（共著：鶴田法男、イラスト：冬木）
  1. ～巻ノ一・よみがえる伝説（2019年）
  2. ～巻ノ二・さまよう呪い（2019年）
  3. ～巻ノ三・太陽と月の絆（2020年）
  4. ～巻ノ四・希望の星（2020年）
  5. ～巻ノ五・せまりくる悪夢（2021年）
  6. ～巻ノ六・邪鬼の正体(2022年）
  7. ～巻ノ七・最後の戦い（2022年）
- みんなから聞いたほっこり怖い話（岩崎書店）（編：鶴田法男、イラスト：筒井りな　共著：木滝りま）
  1. 幽霊の道案内（2020年）
  2. おいかけてくる！（2021年）
  3. 地獄行きのバス(2022年）
- 怪帰師のお仕事 （アルファポリスきずな文庫）（イラスト：榎のと）
  1. （2023年）
  2. （2023年）
  3. （2024年）
  4. （2024年）
- 呪ワレタ少年（角川つばさ文庫）（共著：鶴田法男、イラスト：なこ）
  1. 彼の名を言ってはいけない（2023年）
  2. 彼の秘密を知ってはいけない（2024年）
  3. 彼のあとを追ってはいけない（2024年）
  4. 彼だけに見えるもの（2024年）
  5. 彼と旅する少女（2025年）

### 連載小説
- 『名探偵AI・HARA』（毎日小学生新聞、イラスト：ふすい、2019年8月～）
  - 『帰ってきた 名探偵AI・HARA』（2020年7月～）
  - 『名探偵AI・HAR ファイナル』（2021年7月～）
- 『科学探偵怪奇事件ファイル』（朝日小学生新聞、共著：石川北二、木滝りま、田中智章、イラスト：木々、2021年1月～）
- 『全知少年A』(peep、2021年4月～)
- 『科学探偵ＶＳ．超・自然現象』（朝日小学生新聞、共著：石川北二、木滝りま、田中智章、イラスト：kotona、2022年6月～）
- 『探偵サバイバル！』（毎日小学生新聞、イラスト：TAKA、2024年1月～）

### 漫画原作
- 恐怖コレクター（漫画：結城にこ　2021年9月～　『月刊コミックジーン』KADOKAWA）

### イベント
- 富士すばるランド・体験型アドベンチャー『ナイトウォーク～クライの森と6つの星〜』(2022年₋）
- 富士すばるランド『クライパニック』（2023年）

### ゲーム
- 恋愛アプリメント（2011年、ドコモ公式サイト、ジー・モード　シナリオ）
- 魔法少女まどか☆マギカ ポータブル（2012年、PSP バンダイナムコゲームス　シナリオ）
- 天下統一恋の乱 Love Ballad（2015年、ボルテージ　シナリオ）

### コラム
- ユリイカ　2016年8月号